# Ukiyo-e
Ukiyo-e (jap. 浮世絵 "billeder fra den flydende verden") er japanske skildringer af hverdagslivet, sædvanligvis træsnit, men også malerier.
Under indflydelse af kinesiske stentryk begyndte nogle japanske kunstnere i 1600-tallet at fremstille træsnit, først i sort-hvid og senere i 1700-tallet i flere farver med motiver fra hverdagslivet. De blev kaldt ukiyo-e, "billeder fra den flydende verden". Den største produktion på denne tid foregik omkring byen Edo, der var blevet den kulturelle hovedstad i Japan, og træsnittene udvikledes sammen med kabuki-teatret til at blive edo-periodens fremmeste kunstform. Populære motiver var naturbilleder, shunga-billeder (erotiske motiver), portrætter af især kabuki-skuespillere, sumobrydere, geishaer og kurtisaner og illustrationer af byens liv og mennesker. Mange motiver er hentet fra bordelkvarteret Yoshiwara, hvor træsnittene af datidens berømtheder var meget populære.
Træsnit af kunstnere som Harunobu, Utagawa Hiroshige, Katsushika Hokusai, Utagawa Kuniyoshi, Kobayashi Kiyochika og Utamaro blev sammen med japansk kunsthåndværk højeste mode og fik stor indflydelse på europæisk kunst fra slutningen af 1800-tallet.